# Вучаренье
Вучаренье (серб. вучарење, вучари, проси на влчину, от сербского вук «волк») — сербский обряд обхода мужчинами-вучарами домов с чучелом убитого волка, с приветствием хозяев, за что хозяева одаривают их. Иногда совершается ряжеными. Ритуал призван защитить деревенский скот от хищников.

## Обряд
Обряд распространён в Сербии, среди сербского населения Боснии, Хорватии, Косово, а также в Черногории и Македонии.
Обход совершался зимой, когда убивали волка, резавшего скот. Иногда волка старались убить в мясоед, чтобы совершить ритуал на масленицу. Часто с вучаром, убившим волка ходили его товарищи и носили набитое пенькой чучело убитого волка, насаженное на палку. При этом обычно исполнялась речитативом просьба о подношениях:
Хозяин, хозяин мой,

Вот волк в твоем доме.

Гони волка из дома,

Плохо, когда он в доме.

Дай волку сала,

Чтобы он не сходил с гор,

Дай волку соли,

Чтобы он не задрал овец,

Дай волку шерсти,

Чтобы он не задрал телок,

Дай волку всего вдоволь,

Чтобы он не задрал около моста.
Оригинальный текст (сербохорв.)Домаћине, газдо моj,

Ево вука пред твоj дом,

Гони вука од куће,

Ниje добар код купе.

Подаj вуку сланне,

Да не слази с планине,

Подаj вуку сочице,

Да не коље овчице,

Подао вуку вунице,

Да не коље jуннце,

Подаj вуку свашта доста,

Да не коље око моста.